# Gerrit van Iterson
Gerrit van Iterson Jr. (Roermond, 19 augustus 1878 - Wassenaar, 4 januari 1972) was een Nederlands hoogleraar in de toegepaste botanie in Delft.

## Levensloop
Na vijf jaar HBS in den Haag, studeerde Van Iterson van 1897 tot 1901 in de afdeling Scheikundige Technologie aan de Polytechnische School te Delft. Hij werd onderwezen in de microchemie door Theodor Heinrich Behrens, en in de microbiologie door Martinus Willem Beijerinck. Hij promoveerde in 1907 cum laude bij Beijerinck op een proefschrift over fyllotaxis, waarin hij een pakkingstheorie opstelde voor bladstanden (Mathematische und mikroskopisch-anatomische Studien über Blattstellungen, etc). pp. 122-126

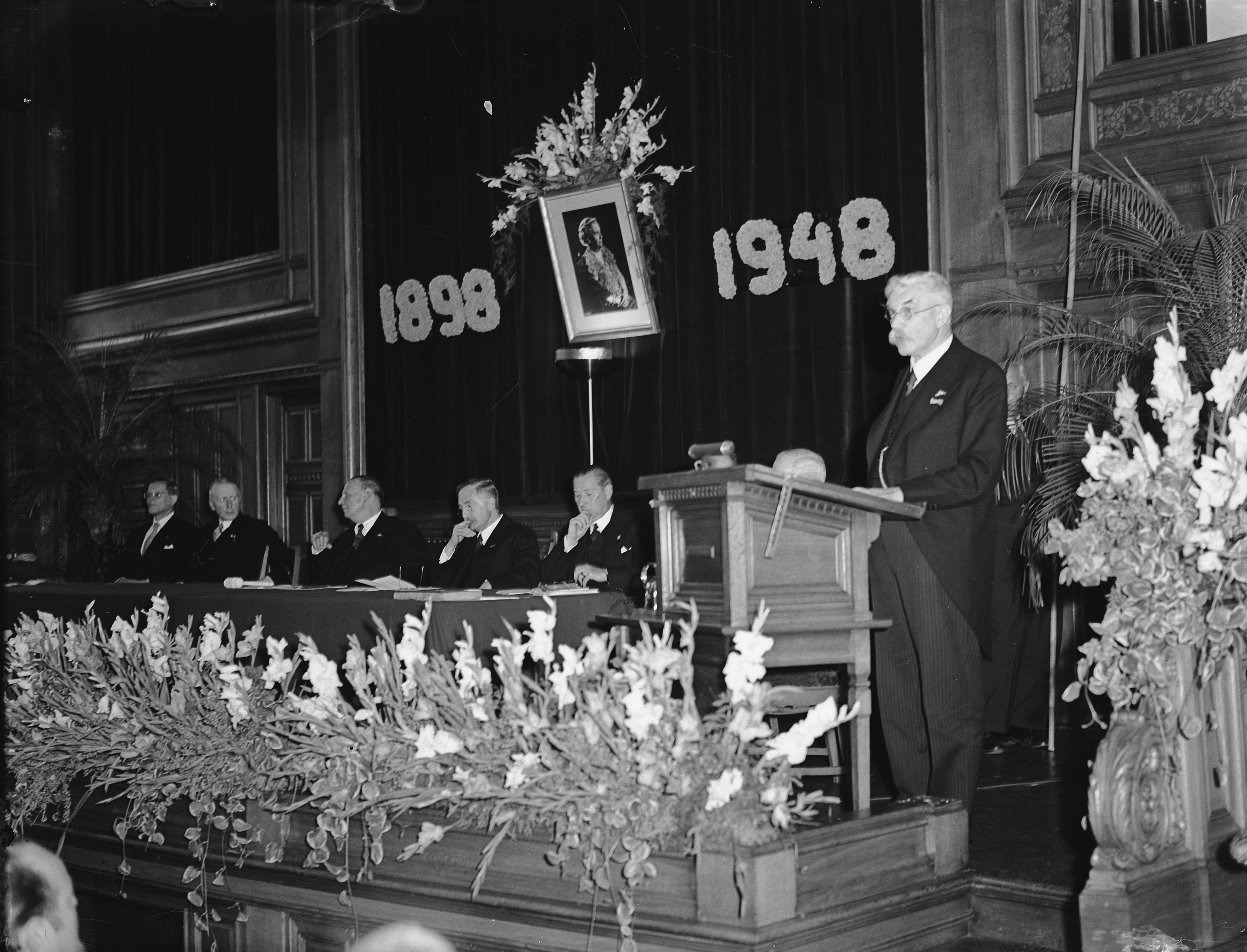
Wetenschappelijk Appel met Van Iterson, 1948

In 1902 was Van Iterson zijn wetenschappelijke loopbaan begonnen aan de Polytechnische School te Delft als assistent van Beijerinck. In 1907 werd hij hoogleraar Microscopische Anatomie in Delft, een nieuwe leerstoel die op aandringen van Beijerinck was gecreëerd. 
Van Iterson werkte nauw samen met de Koninklijke Nederlandsche Gist- en Spiritusfabriek te Delft. In 1917 werd een door hem ontworpen laboratoriumgebouw geopend, het Laboratorium voor Technische Botanie, dat veel later het Laboratorium voor Algemene en Technische Biologie werd.
In 1917 stichtte Van Iterson ook de 'Cultuurtuin voor Technische Gewassen', later bekend als de 'Botanische Tuin TU Delft' en als TU Delft Hortus Botanicus. In 1918 werd Van Iterson lid van de Koninklijke Nederlandse Akademie van Wetenschappen. In 1948 ging hij met emeritaat.
De Nederlandse botanicus Anthonia Kleinhoonte was jarenlang een medewerker van Van Iterson en schreef bij zijn vertrek over zijn prestaties.

## Werk

### Van Iterson-diagram
In zijn proefschrift leidde hij een zogenaamd Van Iterson-diagram af, dat bij gegeven onderlinge afstanden de zogenaamde divergentie van het bladstandsysteem weergeeft. Het proefschrift werd, mogelijk doordat het in het Duits geschreven was, enigszins vergeten gedurende de twintigste eeuw, maar sinds het recente werk van Douady en Couder is zijn diagram weer volop in de aandacht.

## Publicaties, een selectie
- Iterson, G. van, and M. W. Beijerinck. 1851-1921. Jubileum Professor Beijerinck. (1921).
- Iterson, Gerrit (red.) Recueil des travaux botaniques néerlandais. Vol. 41. FE Macdonald., 1946.
- Van Iterson, Gerrit. "New studies on phyllotaxis (preliminary communication)." Proc. Kon. Nederl. Akad. Wetensch. C 63 (1960): 137-50.

## Onderscheidingen
In 2017 werd prof. dr. ir. Van Iterson geselecteerd voor de Alumni Walk of Fame ter gelegenheid van het 175-jarig bestaan van de TU Delft. Van Iterson kreeg dit eerbetoon omwille van zijn uitzonderlijke loopbaan als gerenommeerd biomathematicus en botanicus. Daarnaast is hij ook de oprichter van de Botanische Tuin TU Delft en medeoprichter van TNO.
In 2008 werd in Delft het Prof. Van Itersonpad naar hem genoemd. Het pad ligt in de directe omgeving van de Botanische Tuin.